# Opel Speedster
Opel Speedster – samochód sportowy klasy kompaktowej produkowany pod niemiecką marką Opel w latach 2001 – 2005.

## Historia i opis modelu

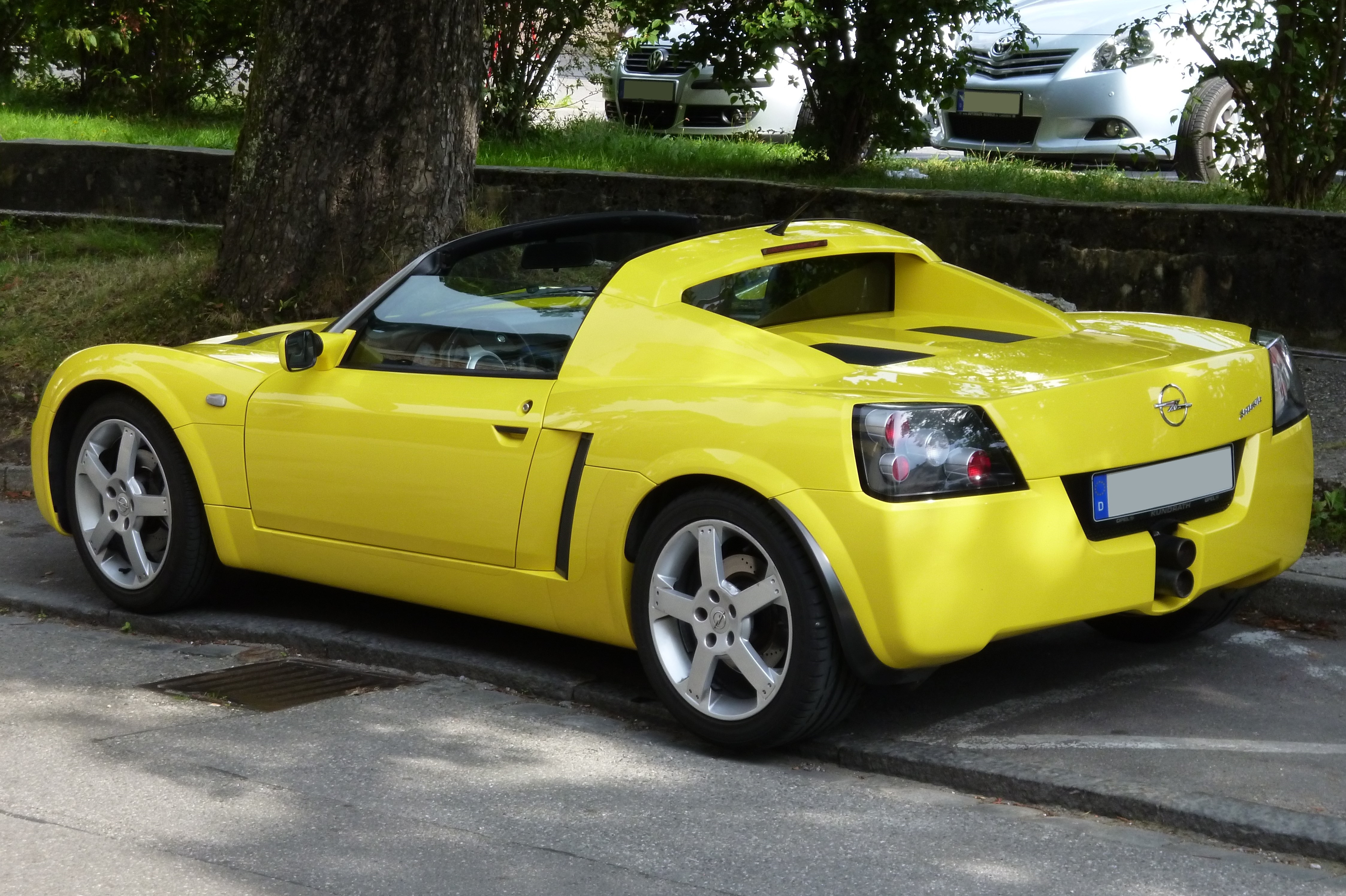
Opel Speedster - tył

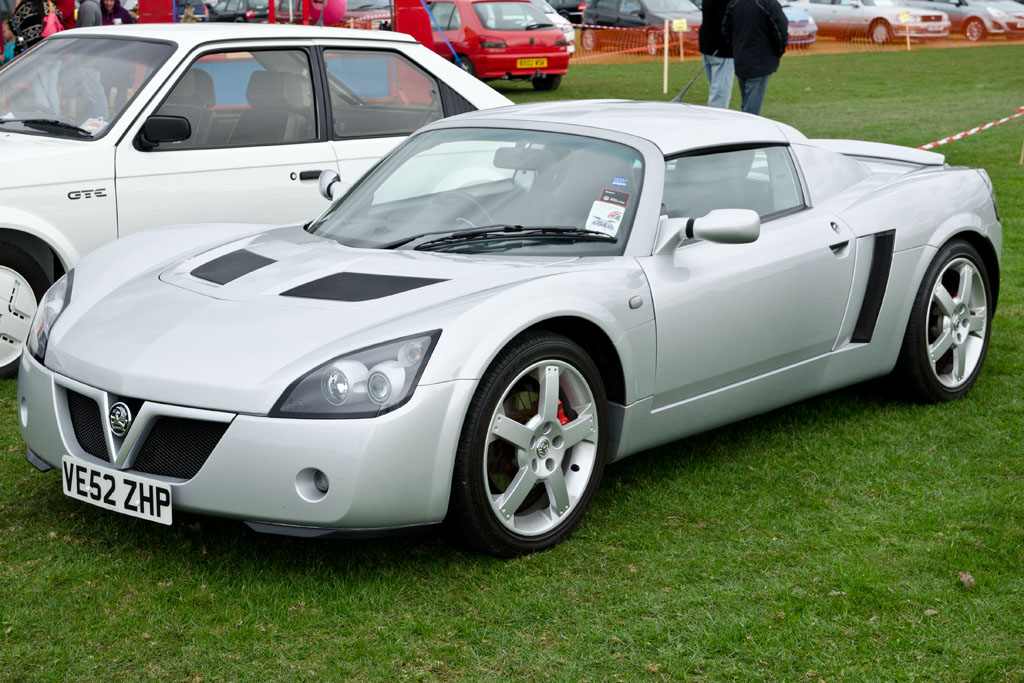
brytyjski Vauxhall VX220

Opel Speedster powstał w wyniku współpracy koncernu General Motors z Lotus Cars, który wraz ze zmianą prawa europejskiego w 2000 r. musiał wprowadzić wymagane zmiany w konstrukcji modelu Lotus Elise. General Motors zaproponował Lotusowi współfinansowanie projektu w zamian za możliwość sprzedaży samochodu z silnikiem General Motors oraz pod logiem Opla i Vauxhalla.
Speedster otrzymał centralnie umieszczoną jednostkę napędowa oraz nadwozie typu roadster, które zostało wykonane z aluminium i włókna szklanego. Przyczyniło się to do radykalnego zredukowania wagi samochodu oraz polepszenia właściwości jezdnych i osiągów. 

### Sprzedaż
Opel Speedster produkowany był również równolegle w wariancie na rynek brytyjski, gdzie sprzedawano go pod lokalnym odpowiednikiem Opla jako Vauxhall VX220. Poza kierownicą po prawej stronie, samochód odróżniał się innym wypełnieniem atrapy chłodnicy z charakterystyczną poprzeczką w kształcie V.
W 2000 roku podczas Busan Auto Show południowokoreańskie Daewoo przedstawiło roadstera pod własną marką jako Daewoo Speedster, jednak pojazd nie trafił do seryjnej produkcji i zachował jedynie formę samochodu demonstracyjnego.

### Silnik
- R4 2,2 l (2198 cm³), 4 zawory na cylinder, DOHC
- Układ zasilania: wtrysk EFi
- Średnica cylindra × skok tłoka: 86,00 mm × 94,60 mm
- Stopień sprężania: 10,0:1
- Moc maksymalna: 147 KM (108 kW) przy 5800 obr./min
- Maksymalny moment obrotowy: 203 N•m przy 3000 obr./min

### Zawieszenie
- Przód: podwójne wahacze, stabilizator
- Tył: podwójne wahacze

### Hamulce
- Przód: tarczowe wentylowane o średnicy 288 mm
- Tył: tarczowe wentylowane o średnicy 288 mm

### Opony
- Tył: 7,5×17", 225/45R17
- Przód: 5,5×17", 175/55R17

#### Osiągi
- Przyspieszenie 0-100 km/h: 5,9 s
- Prędkość maksymalna: 217 km/h
- Średnie zużycie paliwa: 8,5 l / 100 km

### Dane techniczne (Turbo)
Został wyposażony w czterocylindrową turbodoładowaną rzędową jednostkę benzynową DOHC.

#### Silnik
- R4 2,0 l (1998 cm³), 4 zawory na cylinder, DOHC, turbo
- Układ zasilania: wtrysk EFi
- Średnica cylindra × skok tłoka: 86,00 mm × 86,00 mm
- Stopień sprężania: 8,8:1
- Moc maksymalna: 200 KM (147 kW) przy 5500 obr./min
- Maksymalny moment obrotowy: 250 N•m przy 1950 obr./min

#### Osiągi
- Przyspieszenie 0-100 km/h: 4,9 s
- Przyspieszenie 0-160 km/h: 12,6 s
- Prędkość maksymalna: 243 km/h
- Średnie zużycie paliwa: 8,5 l / 100 km